# Tonga na Zimowych Igrzyskach Olimpijskich 2018
Tonga na Zimowych Igrzyskach Olimpijskich 2018 – występ jednoosobowej reprezentacji Tonga na igrzyskach olimpijskich w Pjongczangu w 2018 roku.
W kadrze znalazł się jeden zawodnik – Pita Taufatofua, który wystąpił w biegach narciarskich. Dla zawodnika był to drugi start olimpijski w karierze i pierwszy zimowy, wcześniej reprezentował swój kraj w taekwondo na letnich igrzyskach w Rio de Janeiro. Zarówno w Rio de Janeiro, jak i w Pjongczangu pełnił funkcję chorążego reprezentacji Tonga podczas ceremonii otwarcia igrzysk. 
Był to drugi start reprezentacji Tonga na zimowych igrzyskach olimpijskich i jedenasty start olimpijski, wliczając w to letnie występy. Taufatofua był drugim w historii reprezentantem Tonga w zimowych edycjach igrzysk olimpijskich i pierwszym startującym w biegach narciarskich. Cztery lata wcześniej, na igrzyskach w Soczi, kraj ten reprezentował saneczkarz Bruno Banani.

## Tło startu

### Występy na poprzednich igrzyskach

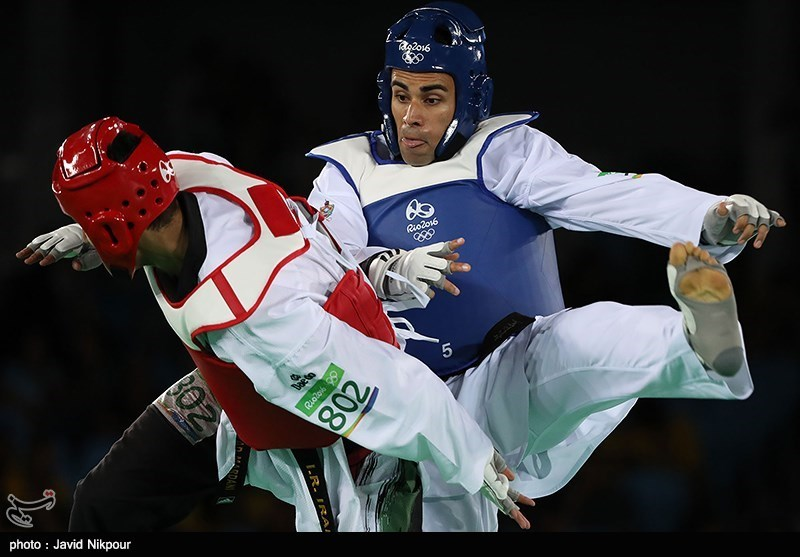
Pita Taufatofua podczas zawodów w taekwondo na igrzyskach olimpijskich w Rio de Janeiro

Stowarzyszenie Sportu i Narodowy Komitet Olimpijski Tonga zostało założone w 1961 roku jako Stowarzyszenie Sportu Amatorskiego Tonga, w 1984 roku komitet został uznany przez Międzynarodowy Komitet Olimpijski. Zadaniem komitetu jest dobór kandydatów i organizowanie wyjazdu zawodników na igrzyska olimpijskie. Debiut Tonga na igrzyskach olimpijskich nastąpił w 1984 roku, podczas letnich igrzysk w Los Angeles. Jeśli chodzi o letnie igrzyska, Tonga wystawiało reprezentację olimpijską na wszystkie kolejne ich edycje, aż do igrzysk w Rio de Janeiro w 2016 roku. Przez te wszystkie lata reprezentanci Tonga wystąpili w zawodach olimpijskich w boksie, judo, lekkoatletyce, łucznictwie, pływaniu, podnoszeniu ciężarów i taekwondo. Do 2016 roku zdobyli jeden medal olimpijski – na igrzyskach w Atlancie w 1996 roku srebro w boksie w wadze superciężkiej wywalczył Paea Wolfgramm.
W zimowych igrzyskach olimpijskich Tonga po raz pierwszy wystawiło reprezentację na igrzyska w Soczi w 2014 roku. Wówczas kadrę olimpijską stanowił jeden zawodnik – saneczkarz Bruno Banani, który zajął 32. miejsce w konkurencji jedynek. Dzięki występowi w Soczi, Tonga zostało piątym państwem z Australii i Oceanii (po Australii, Nowej Zelandii, Fidżi, Samoa Amerykańskim i Guamie), które wystawiło reprezentację na zimowe igrzyska olimpijskie.
W 2016 roku, na letnich igrzyskach w Rio de Janeiro, jednym z członków siedmioosobowej reprezentacji Tonga był Pita Taufatofua, który wystąpił w taekwondo i zajął jedenaste miejsce w kategorii powyżej 80 kg.

### Występy w sezonie przedolimpijskim
W 2017 roku w Lahti zorganizowane zostały mistrzostwa świata w narciarstwie klasycznym. W konkurencjach biegowych, rozegranych na tej imprezie, wzięło udział dwoje reprezentantów Tonga – Makeleta Stephan w zawodach kobiet oraz Pita Taufatofua w zawodach mężczyzn. Oboje wystartowali w indywidualnych biegach sprinterskich – Stephan w swojej konkurencji była 105., a Taufatofua zajął 151. miejsce. Dla Stephan był to drugi występ w zawodach rangi mistrzostw świata – dwa lata wcześniej na mistrzostwach w Falun zajęła 92. miejsce w sprincie, a w biegu na 10 km nie wystartowała mimo wcześniejszego zgłoszenia do tych zawodów.
Z kolei na mistrzostwach świata w narciarstwie alpejskim rozegranych w Sankt Moritz w 2017 roku, reprezentantką Tonga była Kasete Naufahu Skeen. Wystąpiła w slalomie gigancie, jednak nie ukończyła drugiego przejazdu i nie została sklasyfikowana.

### Kwalifikacje olimpijskie
Okres kwalifikacyjny do igrzysk olimpijskich w Pjongczangu w przypadku biegaczy narciarskich trwał od 1 lipca 2016 roku do 21 stycznia 2018 roku. Jako minima kwalifikacyjne Międzynarodowa Federacja Narciarska ustaliła 100 punktów na liście rankingowej FIS w przypadku startu w sprincie bądź biegu na dystansie olimpijskim. W przypadku startu w samym sprincie, minimum wyniosło 120 punktów w tej konkurencji, a w przypadku startu zarówno w sprincie, jak i biegach na dystansach – 120 punktów w sprincie i 300 punktów na dystansach. Dodatkowym warunkiem kwalifikacji na igrzyska w Pjongczangu była akredytacja zawodnika do 9 października 2017 roku. Na liście rankingowej, opublikowanej przez federację 24 stycznia 2018 roku, widniały nazwiska dwojga zawodników z Tonga, byli to Makeleta Stephan i Pita Taufatofua, oboje starali się o kwalifikację. 
Ostatecznie na igrzyska zakwalifikował się tylko Pita Taufatofua, który wymogi kwalifikacyjne spełnił dzięki punktom zdobytym w zawodach w Islandii (konkretnie w Ísafjörður, gdzie 20 stycznia zajął 6. miejsce w biegu na 10 km techniką dowolną), w ostatnim dniu przed opublikowaniem przez FIS listy zawodników z prawem startu na igrzyskach w Pjongczangu.

## Skład reprezentacji
W składzie reprezentacji Tonga na zimowe igrzyska olimpijskie w 2018 roku znalazł się jeden zawodnik, który wystąpił w biegach narciarskich – 34-letni Pita Taufatofua. Reprezentant Tonga urodził się 5 listopada 1983 roku w Brisbane w Australii, ale dorastał na Tonga. Pierwsze treningi biegów narciarskich podjął 12 tygodni przed rozpoczęciem igrzysk.
Poza zawodnikiem w skład delegacji olimpijskiej na igrzyska w Pjongczangu weszli m.in.: Thomas Jacob – trener zawodnika, Steve Grundmann – menadżer zespołu, Tim Allardyce - fizjoterapeuta oraz Leafa Mataele Wawryk – dyrektor związku narciarskiego z Tonga.

## Udział w ceremoniach otwarcia i zamknięcia igrzysk
Podczas ceremonii otwarcia igrzysk w Pjongczangu reprezentacja Tonga weszła na stadion jako 80. w kolejności, a podczas ceremonii zamknięcia jako 81., w obu przypadkach pomiędzy ekipami z Togo i Pakistanu. Funkcję chorążego reprezentacji Tonga podczas ceremonii otwarcia i zamknięcia igrzysk pełnił jedyny reprezentant Tonga w Pjongczangu, Pita Taufatofua. Zawodnik ten pełnił również rolę chorążego podczas ceremonii otwarcia letnich igrzysk w Rio de Janeiro dwa lata wcześniej. Na uroczystościach otwarcia obu igrzysk olimpijskich wystąpił w tradycyjnym narodowym stroju taʻovala, z nagim torsem i rękoma, które pokryte były dużą ilością oleju kokosowego.

## Wyniki

### Biegi narciarskie

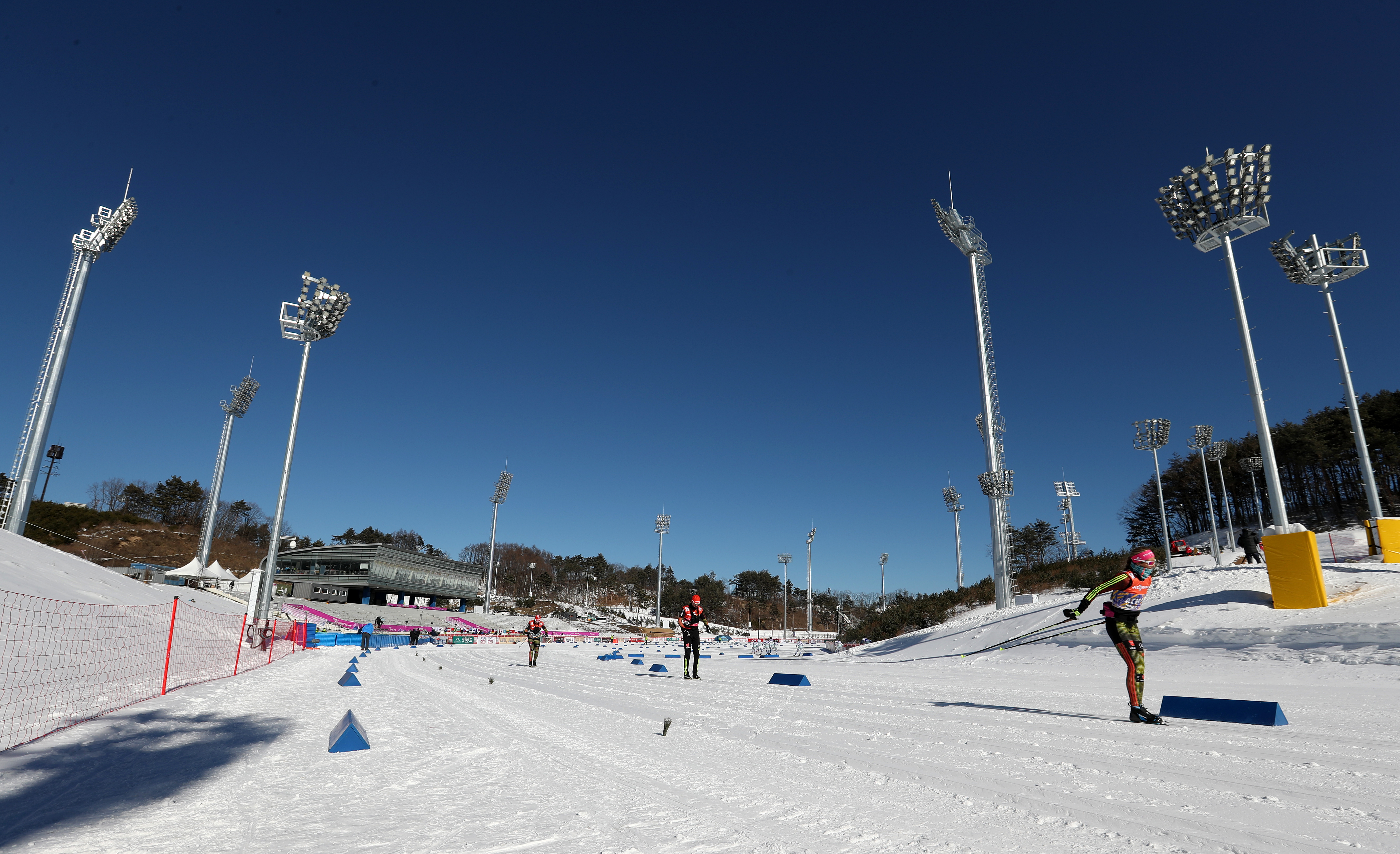
Trasa biegowa podczas igrzysk olimpijskich w Pjongczangu

Rywalizacja olimpijska w biegach narciarskich podczas igrzysk w Pjongczangu przeprowadzona została w dniach 10–25 lutego 2018 roku na trasach w Daegwallyeong-myeon. Reprezentant Tonga uczestniczył w jednej konkurencji biegowej, biegu indywidualnym stylem dowolnym na 15 km. Bieg ten przeprowadzono 16 lutego, a start konkurencji nastąpił o godzinie 15:00 miejscowego czasu (UTC+09:00).
W biegu wzięło udział 119 zawodników, spośród których 116 dobiegło na linię mety. Reprezentant Tonga, Pita Taufatofua wystąpił ze 110. numerem startowym. Ukończył bieg z czasem 56 min 41,1 s, czyli o 22 min 57,2 s słabszym od zwycięzcy zawodów, Dario Cologni. Reprezentant Tonga wyprzedził dwóch sklasyfikowanych zawodników – Sebastiána Uprimnego z Kolumbii oraz Germána Madrazo z Meksyku i według oficjalnych rezultatów, przedstawionych po zakończeniu biegu, uplasował się na 114. miejscu.
W 2019 roku czterech zawodników, którzy w Pjongczangu zostali sklasyfikowani przed reprezentantem Tonga – Austriacy Dominik Baldauf i Max Hauke oraz Estończycy Karel Tammjärv i Andreas Veerpalu – zdyskwalifikowano z mocą wsteczną za stosowanie dopingu. W efekcie, po korekcie w tabeli z wynikami biegu, Pita Taufatofua zajął 110. pozycję.
| Konkurencja                                         | Zawodnik        | Czas    | Strata   | Miejsce |
| --------------------------------------------------- | --------------- | ------- | -------- | ------- |
| Bieg indywidualny mężczyzn na 15 km stylem dowolnym | Pita Taufatofua | 56:41,1 | +22:57,2 | 110.    |